# Luchtzak (vogels)

Craniale en postcraniale luchtzakken in vogels

Een luchtzak (Engels: air sac) is een holte in het lichaam van bepaalde reptielen die een doorstroom van lucht naar de longen mogelijk maakt. Luchtzakken vormen bij vogels, maar ook bij de uitgestorven theropode dinosauriërs en Sauropoda, een belangrijk onderdeel van het ademhalingssysteem. De botten van sommige dinosauriërs, vooral de wervels, bevatten luchthoudende holten: verlengingen van luchtzakken (gepneumatiseerde botten).
Luchtzakken zijn dunwandige aanhangsels van de longen die de ingeademde lucht als een soort blaasbalgen langs het longweefsel pompen. Ze hebben een eigen toevoer uit de luchtpijp en pompen steeds verse lucht in één richting naar buiten door de longen, waar het bloed in de tegenovergestelde richting stroomt wat de zuurstofopneming sterk bevordert. In de luchtzakken zelf vindt geen gaswisseling plaats. Bij moderne vogelsoorten spelen ze een belangrijke rol bij de totstandkoming van zang. Hoogfrequente uitademingen uit de luchtzakken worden in de syrinx gemoduleerd. Een derde functie van de luchtzakken is de rol in thermoregulatie.